# Isdraken
Isdraken är en roman från 2007 skriven av Mikael Engström.

## Handling
Boken handlar om Mik, en femteklassare i Solna vars pappa är alkoholist. Mik har också en bror vid namn Tony. Mik blir omhändertagen av socialtjänsten och placeras hos en fosterfamilj. Mik vill helst bo hos sin faster i Norrland. Där bor även Pi, Filip och Oskar. Pi och Mik blir snabbt intresserade av varandra.

## Filmatisering
Romanen filmatiserades 2012 i regi av Martin Högdahl, se Isdraken (film).